# Merkur und Psyche (Begas)
Merkur und Psyche, auch Merkur entführt Psyche, ist der Titel einer Marmorskulptur aus dem Jahr 1878 von Reinhold Begas, die heute am Eingang zur Alten Nationalgalerie in Berlin steht.

## Thema
Das Sujet „Merkur und Psyche“ ist den Metamorphosen des römischen Dichters Apuleius entnommen, aber anders als Amor und Psyche, deren Liebesgeschichte in unzähligen Varianten in der abendländischen Kunst, Literatur und Musik durchgespielt worden ist, deutlich seltener thematisiert worden.
Psyche ist die Tochter eines Königs, deren Schönheit selbst Venus in den Schatten stellt. Aus Eifersucht befiehlt Venus ihrem Sohn Amor, Psyche in einen hässlichen Dämon verliebt zu machen. Stattdessen verliebt sich Amor in Psyche und zeugt mit ihr ein Kind. Venus schäumt vor Wut und schickt Merkur, den Götterboten, aus, Psyche auf den Olymp herbeizuschaffen, um sie zu bestrafen.

## Beschreibung
Die Skulptur ist 205 cm hoch, 130 cm breit und 95 cm tief und besteht aus leicht getöntem Carrara-Marmor. Dargestellt ist der Moment, in dem der Gott Merkur Psyche schultert, um mit ihr auf den Olymp abzuheben.

## Geschichte
Begas stellte das Gipsmodel der Skulpturengruppe 1874 auf der Akademie-Ausstellung in Berlin aus, woraufhin der Preußische Staat eine Ausführung in Marmor bestellte. 1878 wurde die Skulptur angekauft. 2004 wurde die Gruppe neu vermessen und mit Ultraschall auf Risse untersucht.